# Гадов, Ганс Фридрих
Ганс Фридрих Гадов (нем. Hans Friedrich Gadow; 1855—1928) — немецкий орнитолог.

## Биография
Гадов посещал школу во Франкфурте-на-Одере и учился в Берлине, Йене и Гейдельберге. Докторскую степень получил в Йене у Эрнста Геккеля, труд которого «Über unsere gegenwärtige Kenntniss vom Ursprung des Menschen» он перевёл на английский язык («The last link: our present knowledge of the descent of man»). В 1880 году Гадов работал над каталогизацией птиц в Музее естествознания в Лондоне.
В 1884 году Гадов стал преемником Осберта Сэльвина (1835—1898) на посту куратора коллекций Кембриджского университета, где он одновременно преподавал морфологию позвоночных животных. В 1881 году он стал членом Британского союза орнитологов, а в 1892 году он был избран действительным членом Королевского общества.
Гадов опубликовал ряд важных сочинений по анатомии и систематике позвоночных животных, в частности, птиц.

## Публикации
- On the classification of birds (1892)
- Совместно с Э. Геккелем: The last link: our present knowledge of the descent of man (1898)
- Совместно с Генрихом Георгом Бронном: Die Klassen und Ordnungen des Thier-Reich
- Совместно с Альфредом Ньютоном (1829—1907): A Dictionary of Birds (1893—1896)
- In Northern Spain (1897)
- A Classification of Vertebrata, Recent and Extinct (1898)
- Совместно с Ричардом Шарпом: Catalogue of Birds in the British Museum
- Passeriformes (2 тома)
- Through Southern Mexico (1908)
- The Wanderings of Animals (1913)
- postum (1933), совместно с J. F. Gaskell и Howard Leslie Green: The Evolution of the Vertebral Column: a Contribution to the Study of Vertebrate Phylogeny